# Паул Михня
Па́ул Ми́хня (также Па́ул Бо́рухович Ми́хня и Павел Михня; настоящие имя и фамилия Пинхас Борухович Шильман; рум. Paul Mihnea; 22 июля 1921, Бричаны, Сорокский уезд, Бессарабия — 31 августа 1994, Кишинёв) — молдавский и румынский поэт, переводчик. «Мастер литературы» (Maiestru al literaturii) Республики Молдова (1993).

## Биография
Родился в местечке Бричаны на севере Бессарабии (теперь райцентр Бричанского района Молдавии) в 1921 году в семье арендатора Боруха Пинхосовича Шильмана (1890—?). Окончил румынскую гимназию в Черновицах. Там же в 1940 году в издательстве «Nord» под псевдонимом «Discipol Mihnea» (Дисчипол Михня — «Ученик Михня») вышла его первая книга стихотворений «Preludiu» (Прелюдия), с предисловием поэта и прозаика Мирчи Стрейнул (1910—1945). Стихотворение «Сумерки» из этого сборника перевела на немецкий язык поэтесса Зельма Меербаум-Айзингер (оно вошло в посмертный сборник её стихов и переводов «Blütenlese» — «Сбор цветов»).
С присоединением Бессарабии и Северной Буковины к СССР в 1940 году вернулся к родителям в Бричаны, где его семью застала война. В начале Великой Отечественной войны был с отцом и младшим братом Абрамом (род. 1926) эвакуирован в Наримановский район Астраханской области, позже оттуда в Оренбург. Оставшиеся в Бричанах члены семьи были депортированы и погибли в гетто Транснистрии.
С 1945 года жил в Кишинёве, где в 1951 году вышел его второй поэтический сборник «Bat mezul veacului curanții» (Бьют куранты середину века). После сборника «Lumina ochilor mei» (Свет моих очей, 1957) по предложению председательствующего поэта Андрея Лупана Паул Михня был исключён из Союза Писателей Молдавской ССР (восстановлен через два года). В последующие годы вышли поэтические сборники «Orga codrului» (Орган леса, 1966), «Galerie cu autoportret» (Галерея с автопортретом, 1968), «Hinger şi demiurg» (Живодёр и творец, 1973), «Grădinar» (Садовник, 1980), «Coroană de coroane» (Венок венков, 1993) и другие. В переводах на русский язык выходили книги «Прелюдия» (1966), «Встреча с собой» (1975) и «Садовник, или возмездие зеркал» (1988).
Поэзия Михни отличается своей лиричностью, склонностью к использованию мифологических образов и аллюзий на классические произведения мировой литературы.
В переводах Михни отдельными изданиями на румынском языке вышли стихотворения Райнера Марии Рильке («Элегии из Дуйно», 1977), Поля Валери (1979), Верлена (1985), М. Ю. Лермонтова, Н. А. Некрасова, А. С. Пушкина, А. А. Блока, «Буколики» Вергилия (1970), «Элегии из изгнания» Овидия (1972) и других. На русский язык Паула Михню переводили Новелла Матвеева, Давид Самойлов, Кирилл Ковальджи, Римма Казакова, сын поэта Борис Михня и другие.

## Семья
- Жена — Роза Андреевна Мелентьева (1924—2004).
  - Сын — Борис Паулович Михня (род. 4 мая 1946, Кишинёв) — актёр и режиссёр Тверского академического театра драмы (с 1971 года), автор поэтического сборника «Освещённый затменьем» (1990).
    - Внук — Святослав Борисович Михня (род. 26 декабря 1975), тверской журналист и поэт, автор сборников стихотворений «Невидимые дни» (Лилия Принт: Тверь, 2002), «Отступление в небо» (Клевер: Тверь, 2011), «Вечереющий свет» (Поэтическая серия журнала «Дети Ра», 2016), лауреат премии им. Николая Гумилева (2016), лауреат премии Тверского союза литераторов в номинации «Поэзия» (2003, 2013), автор краеведческих книг «Путеводитель по Твери», «Тверская область. Путеводитель», «История Тверской земли с древнейших времен до наших дней», «200 мест Твери, которые нужно увидеть», дипломант первого Всероссийского конкурса краеведческой литературы «Наше культурное наследие» (2007).

  - Дочь — Клариса Михня (род. 1950), художница[15][16][17].
    - Внук — Кирилл Александрович Фролов (род. 14 сентября 1978, Кишинёв), преподаватель, переводчик, писатель[18] [19][20] [21]
    - Внучка — Елена Александровна Фролова-Борисова (1982—2021), художница[22] [23] [24].

  - Дочь — Екатерина Михня (1951—1972).

## Книги

### На румынском языке
- Preludiu (versuri). Вступительное слово — Mircea Streinul. Черновицы: Nord, 1940. — 60 с.[25]
- Bat miezul veacului curanţii. Кишинёв, 1951.
- Lumina ochilor mei. Кишинёв, 1957.
- Orga codrului. Кишинёв, 1966; Кишинёв: Editura Arc, 2016. — 62 с.
- Galerie cu autoportret. Кишинёв, 1968.
- Hingher şi demiurg. Кишинёв, 1973.
- Grădinar. Кишинёв, 1980. — 364 с.
- Coroană de coroane. Кишинёв: Hyperion, 1992.

### Книги в переводах на русский язык
- Прелюдия. Советский писатель: Москва, 1966.
- Встреча с собой. Картя молдовеняскэ: Кишинёв, 1975.
- Садовник, или Возмездие зеркал. Литература артистикэ: Кишинёв, 1988. (в 1980 году была издана книга Grădinar ("Садовник") на румынском (молдавском) языке, а русская книга с таким названием вышла в 1988 году.

### Переводы
- Vergiliu. Bucolice. Кишинёв, 1970.
- Ovidiu. Elegii din exil. Кишинёв, 1972.
- R. M. Rilke. Elegiile din Duino. Кишинёв, 1977.
- Paul Valery. Vrăji. Кишинёв, 1979.
- Paul Verlaine. Poezii. Кишинёв, 1985.